# Käthe Rülicke-Weiler

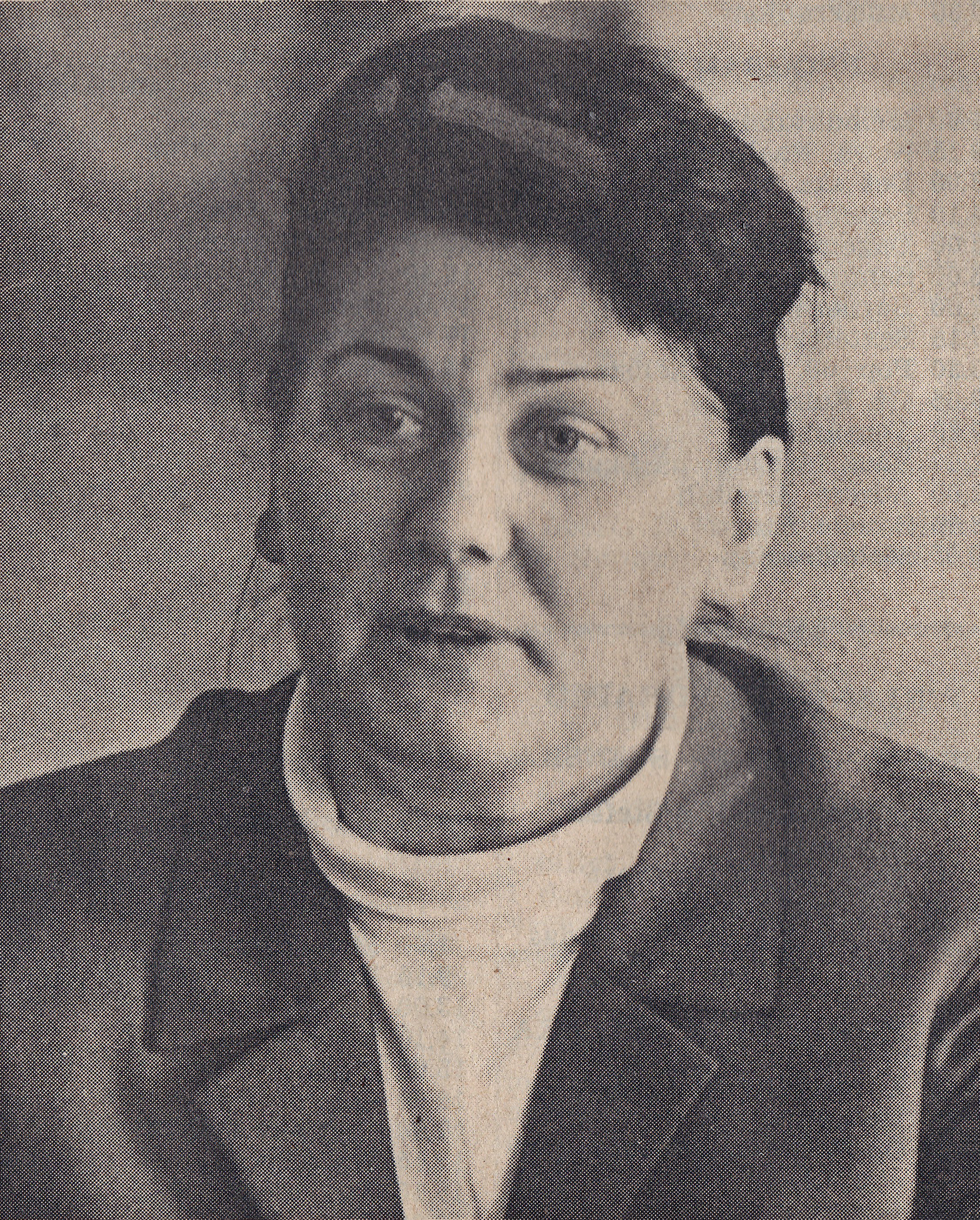
Käthe Rülicke-Weiler

Käthe Rülicke-Weiler (* 31. Mai 1922 in Leipzig; † 7. September 1992 in Berlin) war eine deutsche Dramaturgin und Theaterwissenschaftlerin. Sie arbeitete als Dramaturgin sowie Film- und Fernsehwissenschaftlerin in der DDR.

## Leben
1948 trat sie der SED bei. Von 1948 bis 1950 studierte sie Kulturwissenschaften in Leipzig und wurde 1950 Mitglied von Brechts Berliner Ensemble. Von 1951 bis 1956 war sie als Regie-Assistentin und Dramaturgin an vielen Theaterproduktionen Bertolt Brechts beteiligt. 1955 entwickelte sie aus ihrer Inszenierung des Stücks „Hans Pfriem oder Kühnheit zahlt sich aus“ von Martin Hayneccius ein Konzept für Laientheater. Aus ihren Aufzeichnungen von Gesprächen mit dem Ofenbauer und Helden der Arbeit Hans Garbe entwickelte Brecht das unvollendete Schauspielfragment „Büsching-Fragment“, das den jungen Dramatiker Müller beim Schreiben seines 1957 Stückes „Der Lohndrücker“ sehr beeinflusste.
Nach Brechts Tod war sie zunächst als  freiberufliche Dramaturgin tätig. Seit 1961 war sie am Institut für Gesellschaftswissenschaften beim Zentralkomitee der SED tätig, wo sie 1965 mit der Dissertation „Die Dramaturgie Brechts, Theater als Mittel der Veränderung“ promovierte. Anschließend wurde sie Chefdramaturgin der Hauptabteilung Dramatische Kunst beim Deutschen Fernsehfunk, dem staatlichen Fernsehen der DDR. Von 1967 bis 1982 arbeitete sie an der Hochschule für Film und Fernsehen Potsdam, seit 1971 als Professorin.

## Werke
- Theaterarbeit, 6 Aufführungen des Berliner Ensembles. Redaktion: Ruth Berlau, Bertolt Brecht, Claus Hubalek, Peter Palitzsch, Käthe Rülicke. Hrsg. Berliner Ensemble Helene Weigel, Düsseldorf (Progress) 1952
- Käthe Rülicke-Weiler: Die Dramaturgie Brechts. Berlin (Henschelverlag Kunst und Gesellschaft) 1968, im Westen Berlin (Verlag das Europäische Buch) 1976, ISBN 3-920303-59-8
- dies.; Werner Hecht; Hans-Joachim Bunge: Bertolt Brecht : sein Leben u. Werk. Berlin (Verlag Das Europ. Buch) 1976, Ursprünglich als: Schriftsteller der Gegenwart Bd. 10. – Lizenz d. Verl. Volk u. Wissen, Berlin, ISBN 3-920303-71-7
- dies. (Hrsg.); Gersch, Wolfgang (Mitarb.); Film- und Fernsehkunst der DDR: Traditionen, Beispiele, Tendenzen. Berlin (Henschel-Verlag Kunst u. Gesellschaft) 1979
- dies. (Mitverf.); Hochschule für Film und Fernsehen der DDR "Konrad Wolf" in Potsdam (Hrsg.), Beiträge zur Theorie der Film- und Fernsehkunst: Gattungen, Kategorien, Gestaltungsmittel. Berlin (Henschel) 1987, ISBN 3-362-00054-1
- verschiedene Beiträge in der Zeitschrift Theater der Zeit